# Madonna col Bambino tra santa Caterina d'Alessandria e una santa
La Madonna col Bambino tra santa Caterina d'Alessandria e una santa è un dipinto a olio su tavola (86,5x63 cm) di Pietro Perugino, databile al 1493 e conservata nel Kunsthistorisches Museum a Vienna.

## Descrizione e stile
L'opera è stata tratta da un cartone usato per varie Madonne, tra cui quella del Louvre, con poche varianti, e quella di Francoforte, rovesciata. Ne esiste poi una copia, da alcuni ritenuta di bottega, da altri autografa, nella Galleria Palatina di Firenze, con lievi differenze.
Su uno sfondo di un cielo azzurrino la Madonna tiene in braccio il Bambino, con lo sguardo rivolto allo spettatore. Il Bambino è in posizione benedicente, ma evita lo sguardo dello spettatore, che è guardato invece da santa Caterina d'Alessandria a destra, reggente in mano la palma del martirio. A sinistra si trova invece una santa non identificabile, forse santa Rosa o Maria Maddalena, che abbassa gli occhi in una silenziosa contemplazione religiosa.
La scena è impostata secondo uno schema pacato e piacevole, ordinato dalle regole della simmetria e delle rispondenze ritmiche, come si nota nelle inclinazioni delle teste. Il volto della Madonna è tipico della produzione matura del pittore: raffigura infatti una donna semplice e severa di età più avanzata, modellato sull'effigie di sua moglie Chiara Fancelli, al posto dell'elegante e raffinata giovinetta delle opere più giovanili; ciò dopotutto era anche più in linea con il clima spirituale savonaroliano, allora molto sentito a Firenze.

## Altre immagini

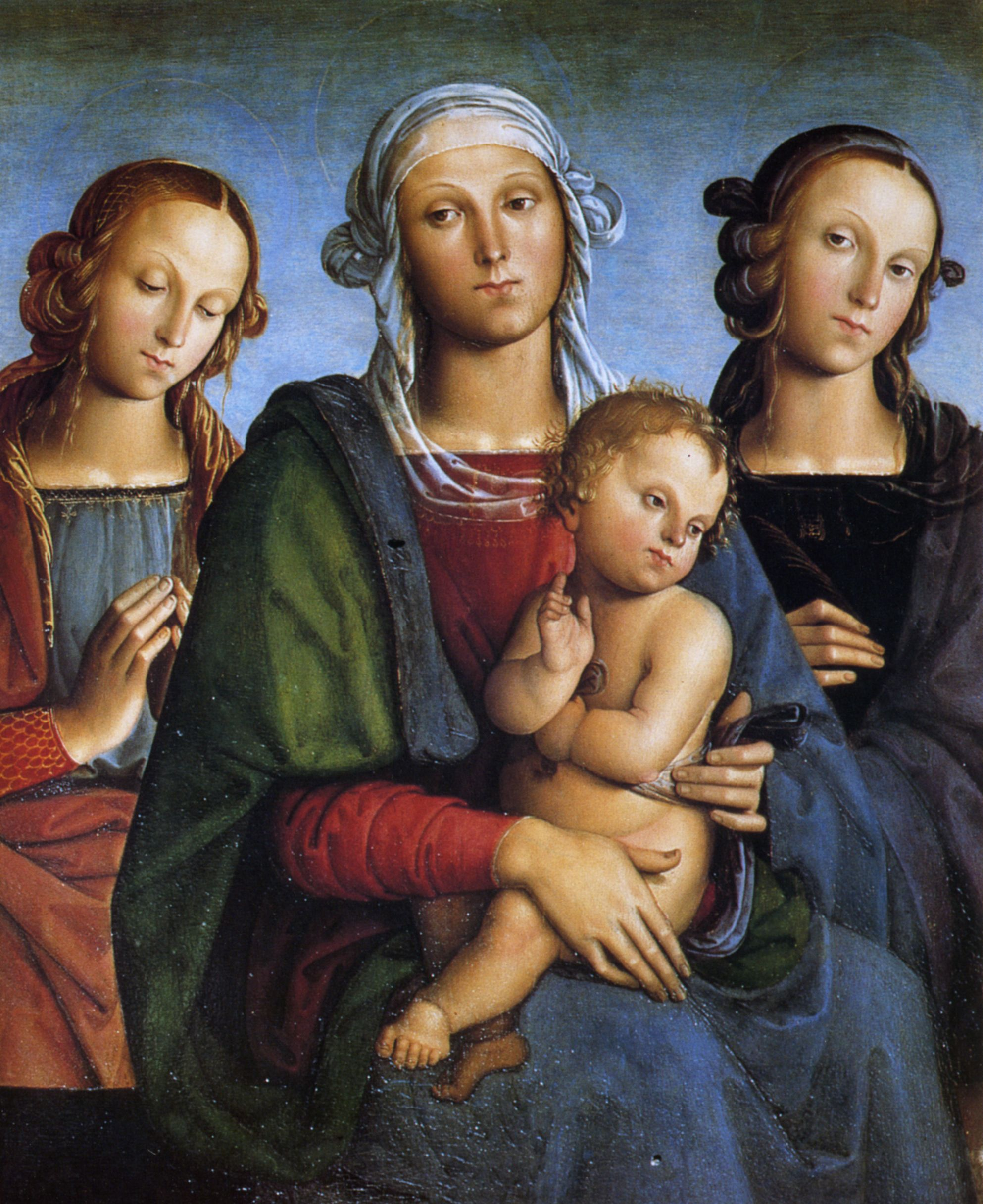
La copia di Firenze
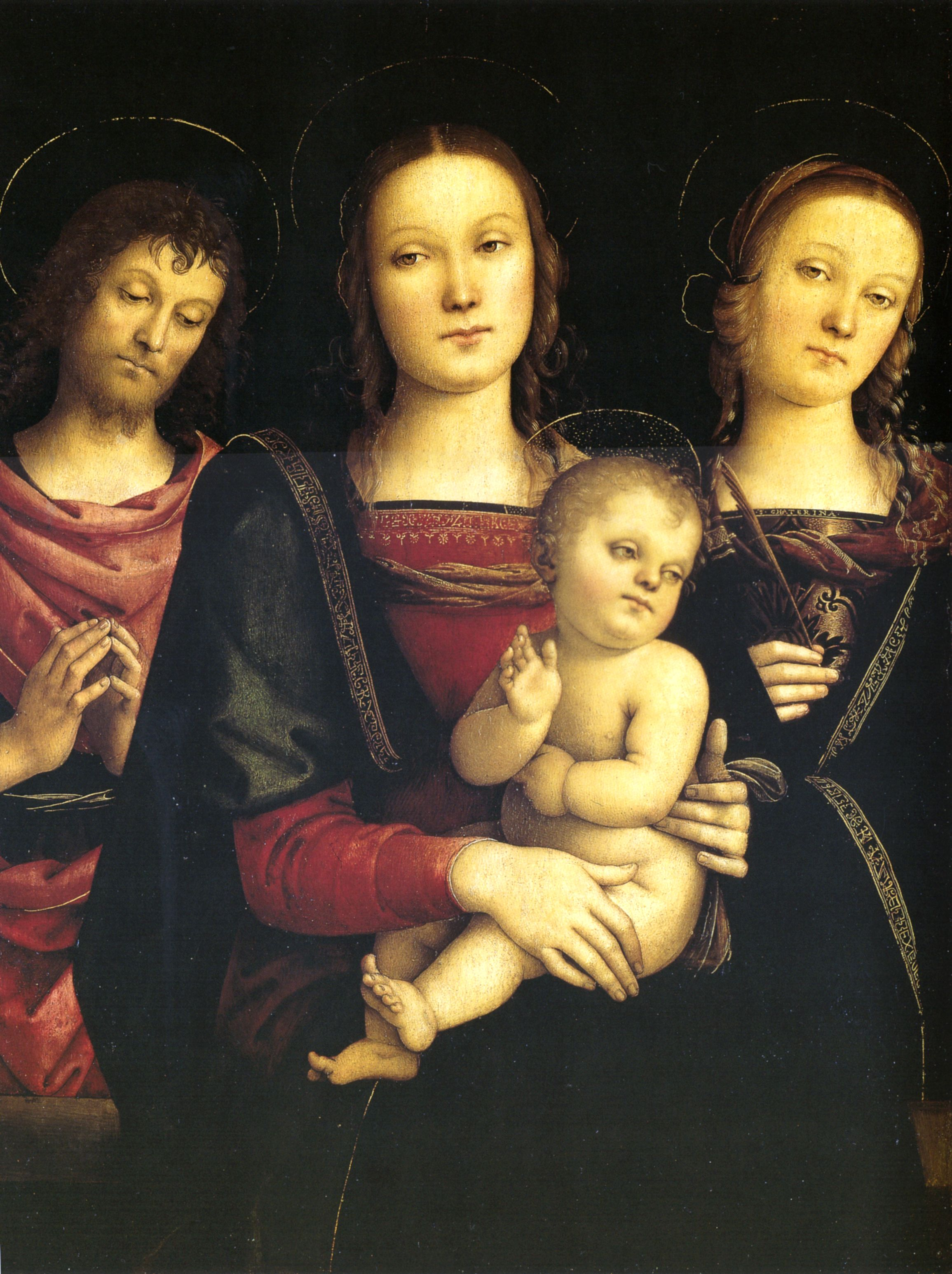
Madonna del Louvre
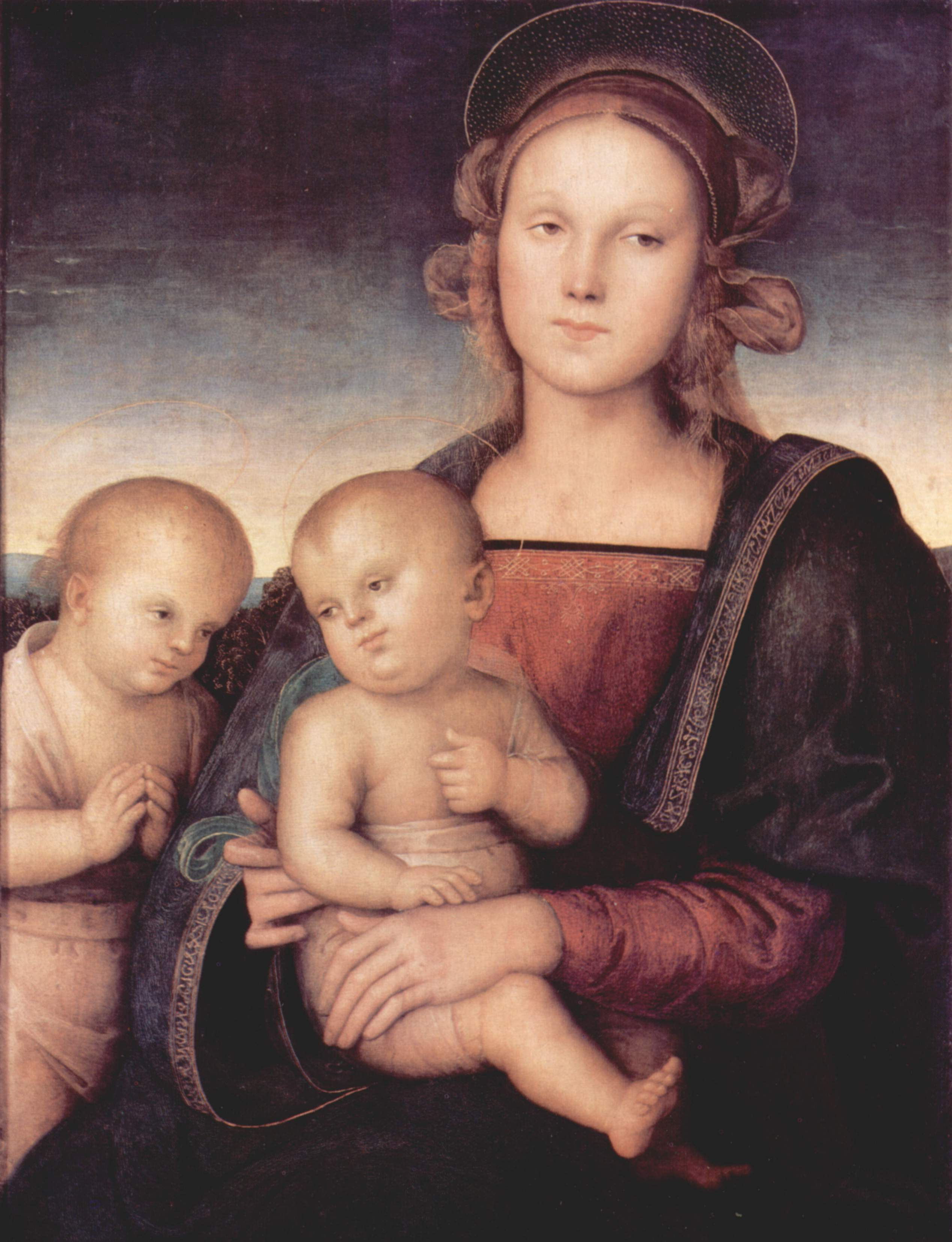
Madonna di Francoforte